# Kapatkiewiczy
Kapatkiewiczy (błr. Капаткевічы; ros. Копаткевичи, Kopatkiewiczi; pol. hist. Kopatkiewicze, Kopatkowicze) – osiedle typu miejskiego na Białorusi w rejonie petrykowskim obwodu homelskim, 3,4 tys. mieszkańców (2010), położone 35 km od Petrykowa.

## Historia
Miasteczko prywatne w okresie Rzeczypospolitej Obojga Narodów, wcześniej wieś założona w XVI wieku, w województwie mińskim Wielkiego Księstwa Litewskiego w diecezji wileńskiej.
Miasto lenne położone było w końcu XVIII wieku w powiecie mozyrskim województwa mińskiego.
Utracone w 1793 w wyniku rozbiorów Polski na rzecz Imperium Rosyjskiego.
W XIX wieku znajdowało się w guberni mińskiej w powiecie mozyrskim w rękach rodziny Jeleńskich. Po 1863 skonfiskowane przez Rosjan. Od 1938 osiedle typu miejskiego.
Obecnie działa tu rzymskokatolicka parafia św. Augusta, należąca do diecezji pińskiej. W miejscu drewnianego kościoła z XVIII wieku stoi kościół murowany z 1935, ponownie konsekrowany w 2003 roku. W 2001 osiedle otrzymało oficjalnie herb i flagę – jest to herb Korczak rodziny Jeleńskich, odmiana o trzech wrębach srebrnych na polu niebieskim.

## Urodzeni w Kapatkiewiczach
- Hipolit Klimaszewski (1802-1874) – działacz emigracyjny, publicysta